# Coney Weston
Coney Weston is een civil parish in het Engelse graafschap Suffolk.